# Émilie Piette
Émilie Piette, née Prat le 26 novembre 1977 à Boulogne-Billancourt, est une haute fonctionnaire française et ingénieure.

## Biographie
Elle poursuit des études secondaires à Roissy-en-Brie puis à Paris au lycée Saint-Louis-de-Gonzague. Elle prépare ensuite les grandes écoles scientifiques au lycée privé Sainte-Geneviève de Versailles.
Elle est diplômée de l'École polytechnique (promotion entrée en 1996) et de Télécom Paris. Elle entre alors au corps des ingénieurs des télécommunications, et devient ingénieure au corps des mines après la fusion de ces corps en 2009 ; elle est promue ingénieure en chef la même année.
Elle occupe divers postes techniques, d'abord au Ministère des affaires étrangères à la division des infrastructures de communication, puis à la Direction générale des impôts.
De 2006 à 2010, elle est chef de bureau des industries du textile, de la mode et du luxe au Ministère de l'économie et des finances. Dans le même ministère, elle devient ensuite sous-directrice de la mode, du luxe et de biens de consommation et du design.
De 2012 à 2016, elle est directrice de cabinet de Sylvia Pinel, ministre de l'artisanat et du commerce, puis ministre du logement et de l'égalité des territoires.
En 2017, elle est promue ingénieure générale des mines. Elle quitte provisoirement l'Administration et passe 2 ans au pôle logement et bâtiment de Bouygues, dans sa filiale Brézillon.
Le 1er novembre 2019, elle rappelée dans l'Administration pour occuper le poste de secrétaire générale du ministère de la transition écologique, du ministère de la cohésion des territoires et du ministère de la Mer. De par ces fonctions, elle est également commissaire aux transports et aux travaux publics de bâtiment. Elle succède à ce poste à Régine Engström.Elle est aussi membre d'une commission qui sélectionne des femmes qui pourront participer à un programme de coaching de 6 mois, Talentueuses, destiné à booster la féminisation de la haute fonction publique française.
Début 2022, elle prend la tête de la délégation interministérielle à l'encadrement supérieur de l'État (DIESE), créée par le décret n° 2021-1775 du 24 décembre 2021,. A ce titre, le Premier ministre Jean Castex lui demande en mars 2022 de centrer son action sur six priorités.
Fin décembre 2023, elle succède à Pierre-André Imbert dans le poste de secrétaire général adjoint de l’Élysée et doit s'y occuper spécialement de l'économie et de l'écologie.

## Vie privée
Elle est la fille de Jean-Jacques et de Marie-Hélène Prat. Elle épouse un de ses camarades de promotion de Polytechnique, Sébastien Piette, dont elle divorce ensuite, et est mère de 2 enfants.